# 283
283 је била проста година.

## Догађаји
- Цар Кар поставља свог сина Карина за Aвгуста западa.
- Користећи персијски грађански рат, Кар оставља Карина да управља већим делом Римског царства и, у пратњи свог млађег сина Нумеријана, напада Сасанидско царство. Они пљачкају Селеукију и Ктесифон, престоницу Персијског краљевства, и настављају даље од Тигра. За своје победе, Кар добија титулу Персикус Максимус.
- Официр Диокле, будући цар Диоклецијан, истиче се у рату против Персијанаца.
- Карин успешно води кампање у Британији и на граници Рајне
- Кар умире под мистериозним околностима током рата против Персијанаца. Разни извори тврде да је умро од болести, да га је ударио гром или да је погинуо у борби.
- Карин и Нумеријан наслеђују свог оца Кара. Нумеријан, који је пратио свог оца у Персијско царство, предводи војску назад на римску територију.
- Аурелије Јулијан узурпира власт у Панонији, али га Карин поражава у борби и враћа Панонију у окриље Римског царства.
- Краљ Персијског царства Бахрам II води грађански рат против свог брата Хормизда, краља Сакастана.[1]

### Децембар
- 17. децембар – Папа Кај наслеђује Евтихијана као 28. епископ града Рима.